# Xã White Lake, Quận Slope, Bắc Dakota
Xã White Lake (tiếng Anh: White Lake Township) là một xã thuộc quận Slope, tiểu bang Bắc Dakota, Hoa Kỳ. Năm 2010, dân số của xã này là 23 người.